# John Schultz
John Schultz (New York, 3 settembre 1960) è un regista, sceneggiatore, produttore cinematografico ed ex musicista statunitense. Autore principalmente di film destinati ad un pubblico di ragazzi, ha diretto fra gli altri Il sogno di Calvin, Alieni in soffitta e Adventures in Babysitting.

## Carriera
Attivo come batterista nella band The Connels dal 1984 al 1985, Schultz ha successivamente abbandonato il mondo della musica per dedicarsi a produzione, scrittura e regia di film. Nel 1993 debutta come produttore cinematografico con il documentario televisivo Spring Break '93. Nel 1995 debutta come regista e sceneggiatore con il documentario The making of Jurassic Park, mentre nel 1996 dirige e sceneggia la commedia musicale Bandwagon. Nel 1999 dirige la commedia romantica Drive Me Crazy, con cui ottiene un buon successo incassando 22,6 milioni di dollari al botteghino. Nel 2002 dirige Il sogno di Calvin, con protagonista Bow Wow,  ottenendo un incasso di 62,3 milioni di dollari. Negli anni successivi continua a girare vari film destinati principalmente ad un pubblico di ragazzi, tra cui figura il film in tecnica mista Alieni in soffitta, con protagonista Ashley Tisdale, con cui ottiene un altro successo raggiungendo quota 57,9 milioni di dollari al botteghino. Nel 2016 dirige Sofia Carson e Sabrina Carpenter nel Disney Channel Original Movie Adventures in Babysitting. Tale film TV è anche co-prodotto da Schultz. Segue la regia di due capitoli del franchise Un principe per Natale.

## Filmografia

### Regista

#### Cinema
- The making of Jurassic Park (1995)
- Bandwagon (1996)
- Drive Me Crazy (1999)
- Il sogno di Calvin (2002)
- È arrivato Zachary (2003)
- The Honeymooners (2005)
- Alieni in soffitta (2009)
- Judy Moody and the Not Bummer Summer (2011)
- Un principe per Natale - Matrimonio reale (2018)
- Un principe per Natale: Royal Baby (2019)

#### Televisione
- Adventures in Babysitting – Film TV (2016)

### Sceneggiatore

#### Cinema
- The making of Jurassic Park (1995)
- Bandwagon (1996)
- È arrivato Zachary (2003)

### Produttore

#### Cinema
- The making of Jurassic Park (1995)
- È arrivato Zachary (2003)

#### Televisione
- Spring Break '93 (1993)